# J. B. Pritzker
Jay Robert "J.B." Pritzker (* 19. ledna 1965 Palo Alto, Kalifornie) je americký politik, podnikatel a člen Demokratické strany, od ledna 2019 guvernér Illinois.
Je spoluzakladatelem několika společností. V letech 2003 až 2006 byl členem illinoiské komise pro lidská práva. V prezidentských volbách v roce 2008 se podílel na kampani Hillary Clintonové a nakonec podpořil Baracka Obamu. V roce 2018 byl zvolen illinoiským guvernérem poté, co ve volbách porazil s rozdílem 16 % hlasů kandidáta Republikánské strany Bruce Raunera. Funkci poté obhájil v roce 2022, když se ziskem 55 % hlasů porazil Republikána Darrean Baileyho.
Od roku 1993 je ženatý, má dvě děti.